# Triangle Blau
L'Associació Triangle Blau és una entitat catalana contra l'oblit de l'Holocaust nazi i per a la preservació de la memòria històrica. A Àustria hi és també registrada legalment com a Katalanischer Verein gegen das Vergessen Triangle Blau Àustria (en català, Col·lectiu català contra l'oblit Triangle Blau Àustria), amb domicili a Viena.
L'organització va néixer a Figueres (Alt Empordà), formada per familiars d'exiliats i exdeportats als camps de concentració durant la Segona Guerra Mundial i la Guerra Civil espanyola. Defensa uns ideals col·lectius basats en la llibertat, la tolerància, la pau i els drets humans a través de la creació i participació en conferències, seminaris i actes memorials. A Àustria, l'entitat participa anualment al memorial del camp de concentració de Mauthausen-Gusen.
L'any 2017 l'entitat va ser guardonada amb la Fulla de Figuera de Plata, distinció atorgada per l'Ajuntament de Figueres.